# Antônio Carlos Viana Santos
Antônio Carlos Viana Santos (Sorocaba, 21 de setembro de 1942 - São Paulo, 26 de janeiro de 2011) foi um juiz, desembargador e professor universitário brasileiro.
Formado pela Faculdade de Direito da Universidade de São Paulo em 1965, ingressou na magistratura em 1969, quando foi nomeado para a 3ª Circunscrição Judiciária, em Jundiaí. Trabalhou como juiz nas comarcas de São Luiz do Paraitinga, Osvaldo Cruz, Presidente Prudente, Taubaté e São Paulo. Entre 1977 e 2004, foi professor do curso de Direito da Universidade de Taubaté.
Promovido a juiz do extinto Tribunal de Alçada Criminal de São Paulo em 1983 e a desembargador em 1988 pelo critério de antiguidade, foi presidente da AMB (Associação dos Magistrados Brasileiros) para o biênio 2000-2001 e presidente do TJSP (Tribunal de Justiça de São Paulo) para o biênio 2010-2011.
Viana Santos morreu na madrugada de 26 de janeiro de 2011, aos 68 anos, em sua casa, após ser internado no InCor (Instituto do Coração) num período posterior. O desembargador sofria de diabetes. 